# USS Mariano G. Vallejo (SSBN-658)
USS Mariano G. Vallejo (SSBN-658) – amerykański okręt podwodny o napędzie atomowym z okresu zimnej wojny typu Benjamin Franklin, przenoszący pociski SLBM. Wszedł do służby w 1966 roku. Okręt nazwano imieniem dziewiętnastowiecznego kalifornijskiego polityka Mariano Vallejo. Wycofany ze służby w 1995 roku.

## Historia
Kontrakt na budowę okrętu został przydzielony stoczni Mare Island Naval Shipyard w Vallejo 8 sierpnia 1963 roku. Rozpoczęcie budowy okrętu nastąpiło 7 lipca 1964 roku. Wodowanie miało miejsce 23 października 1965 roku, wejście do służby 16 grudnia 1966 roku. Po serii testów i szkoleń, pełną gotowość operacyjną osiągnął 1 sierpnia 1967 roku. Okręt został przydzielony do Floty Pacyfiku.
W 1973 roku na „Mariano G. Vallejo” wymieniono pociski Polaris na Poseidon. W listopadzie 1979 roku, okręt poddano kolejnej modernizacji, podczas której zainstalowano nowe pociski Trident I. „Mariano G. Vallejo” został wycofany ze służby 9 marca 1995 roku, a następnie w tym samym roku złomowany.